# Échalas (botanique)
Pour les articles homonymes, voir Échalas.

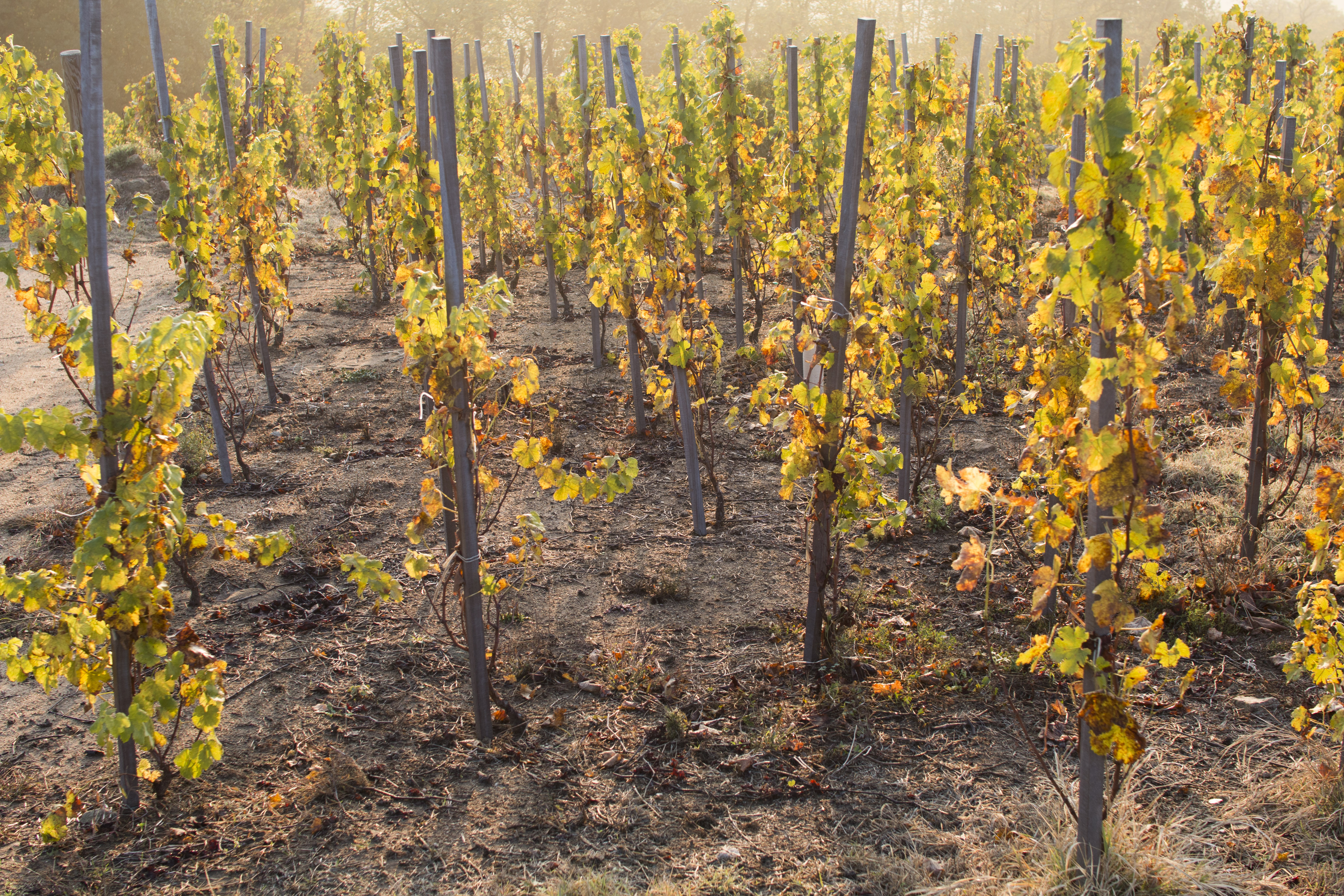
Vigne sur échalas en appellation Condrieu.

Un échalas est un tuteur, donc une perche permettant de soutenir une plante dont la tige n'est pas assez forte par rapport à son développement.
En viticulture, des échalas de longueurs variables peuvent supporter des ceps de vigne,. 

Cette technique n'est pas choisie en fonction de la longueur de la vigne, puisque celle-ci peut être palissée, mais de l’inclinaison du terrain et de l’ensoleillement.

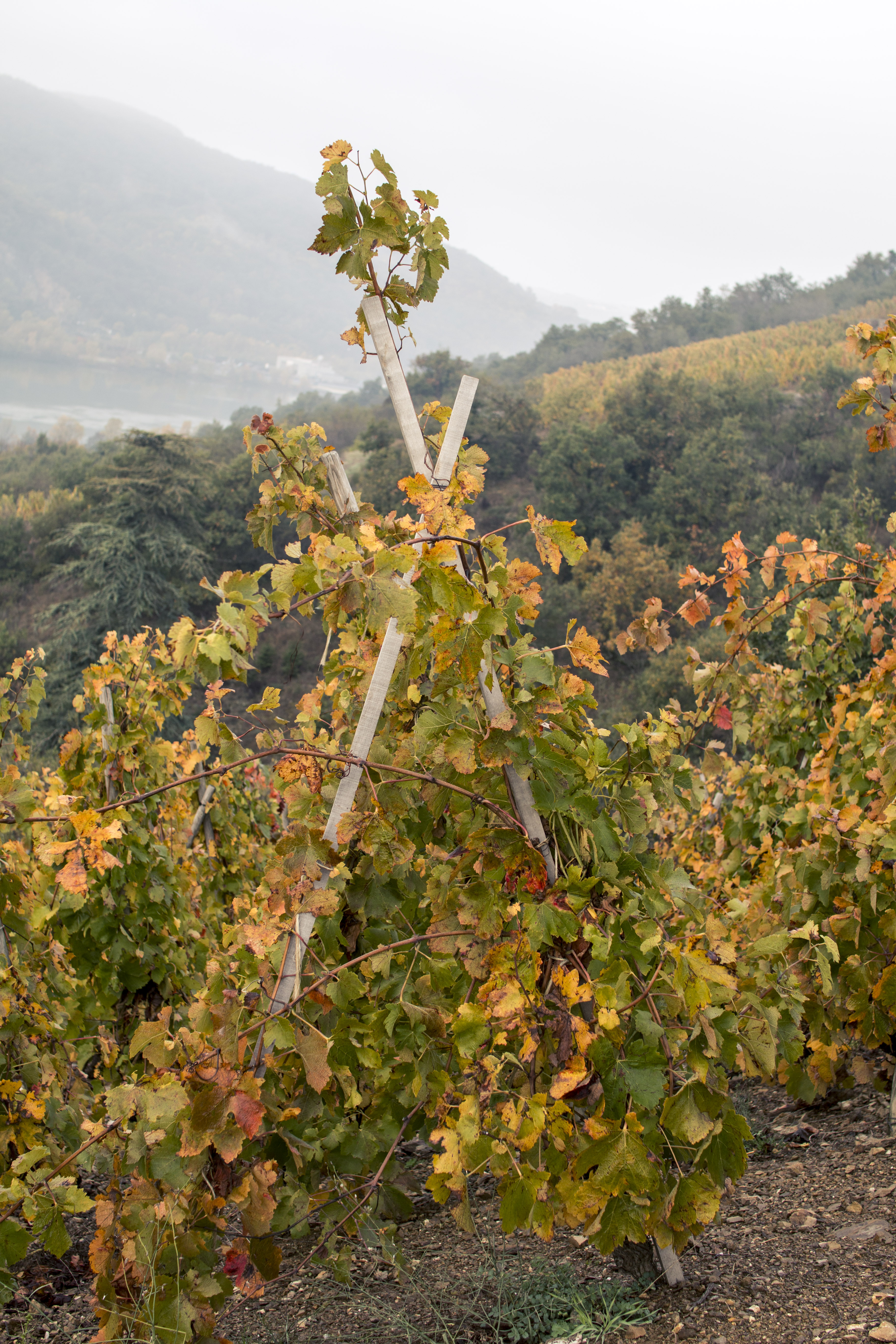
Double échalas du vignoble de Seyssuel.
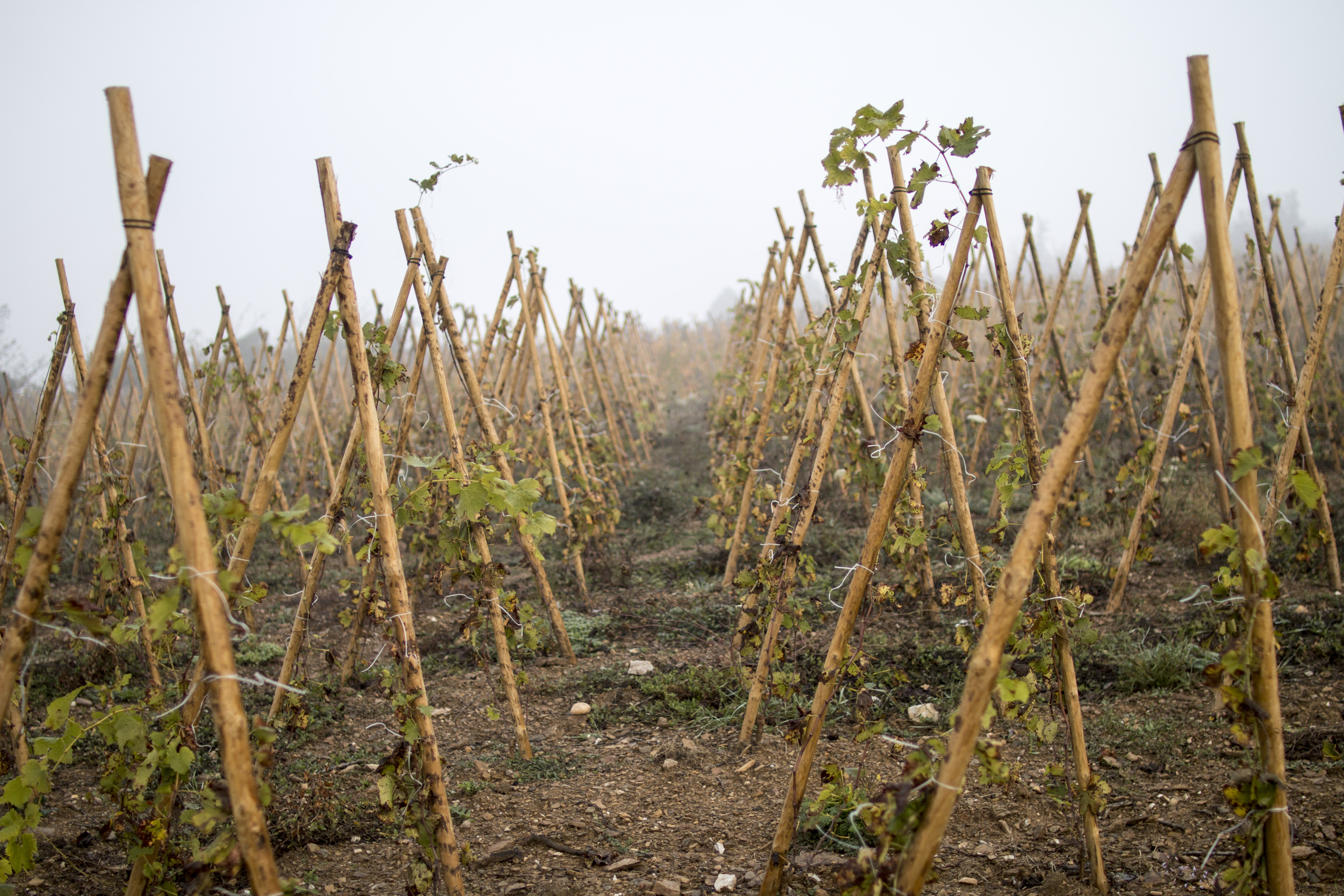
Double échalas du vignoble de Seyssuel.
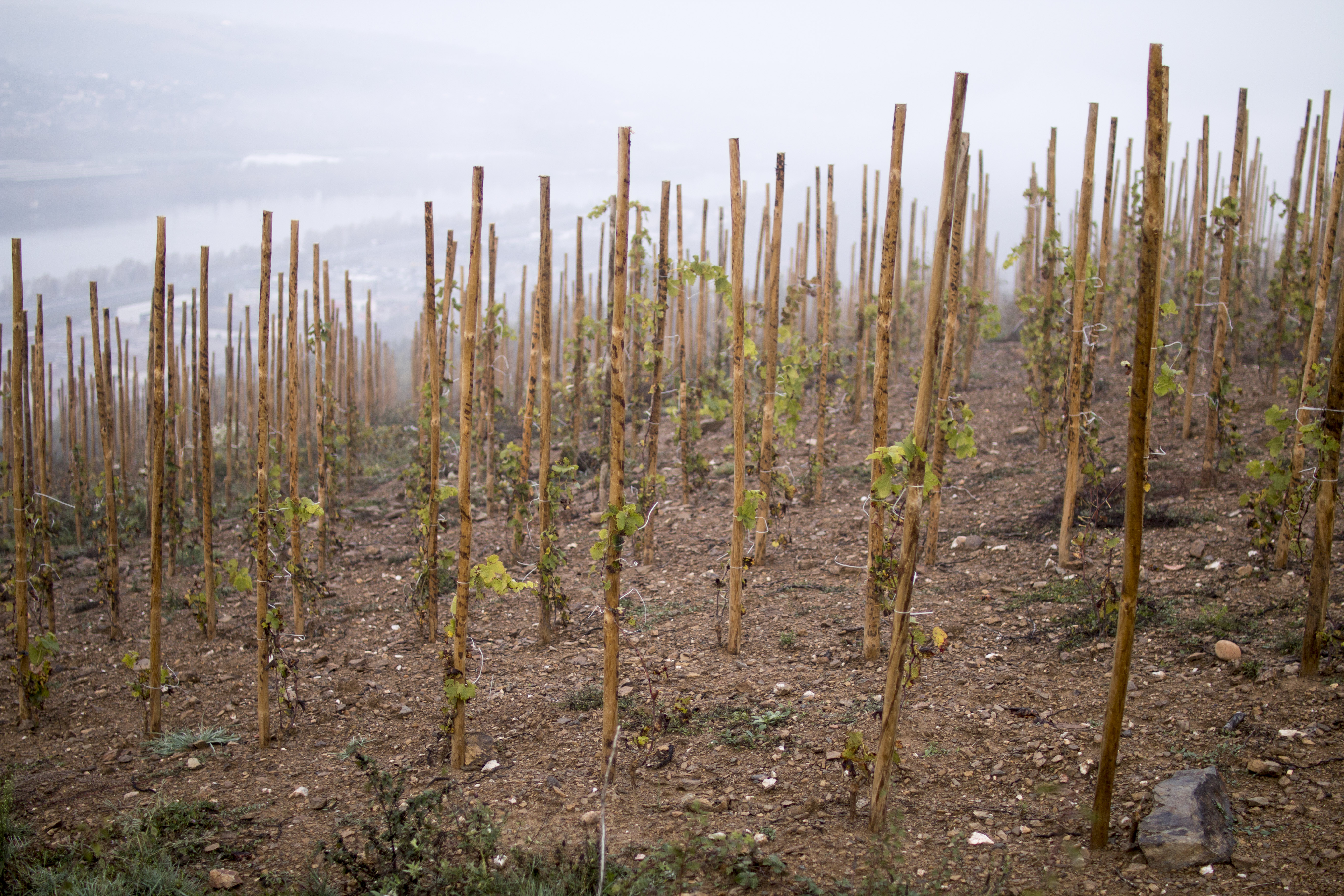
Échalas simples du vignoble de Seyssuel.
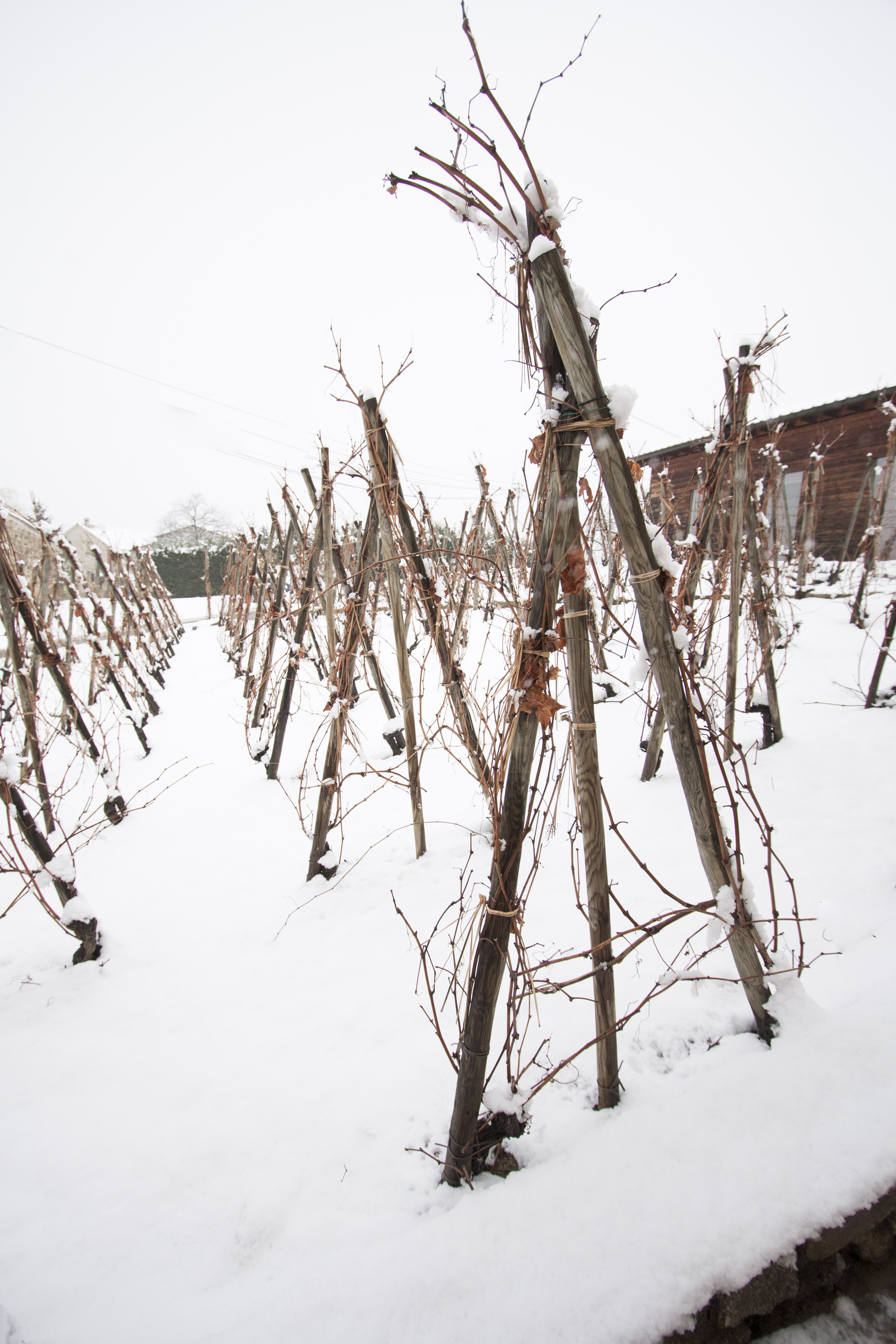
Échalas en Saint-Joseph.